# Episema flavosignata
Episema flavosignata là một loài bướm đêm trong họ Noctuidae.